# Bergen County
Bergen County is een county in de Amerikaanse staat New Jersey, waarschijnlijk vernoemd naar Bergen op Zoom.
De county heeft een landoppervlakte van 606 km² en telt 905.116 inwoners (volkstelling 2010). De hoofdplaats, tevens de plaats met de grootste bevolking (43.010 in 2010), is Hackensack. De plaats met de grootste oppervlakte (67,8 km²) is Mahwah.

## Bevolkingsontwikkeling

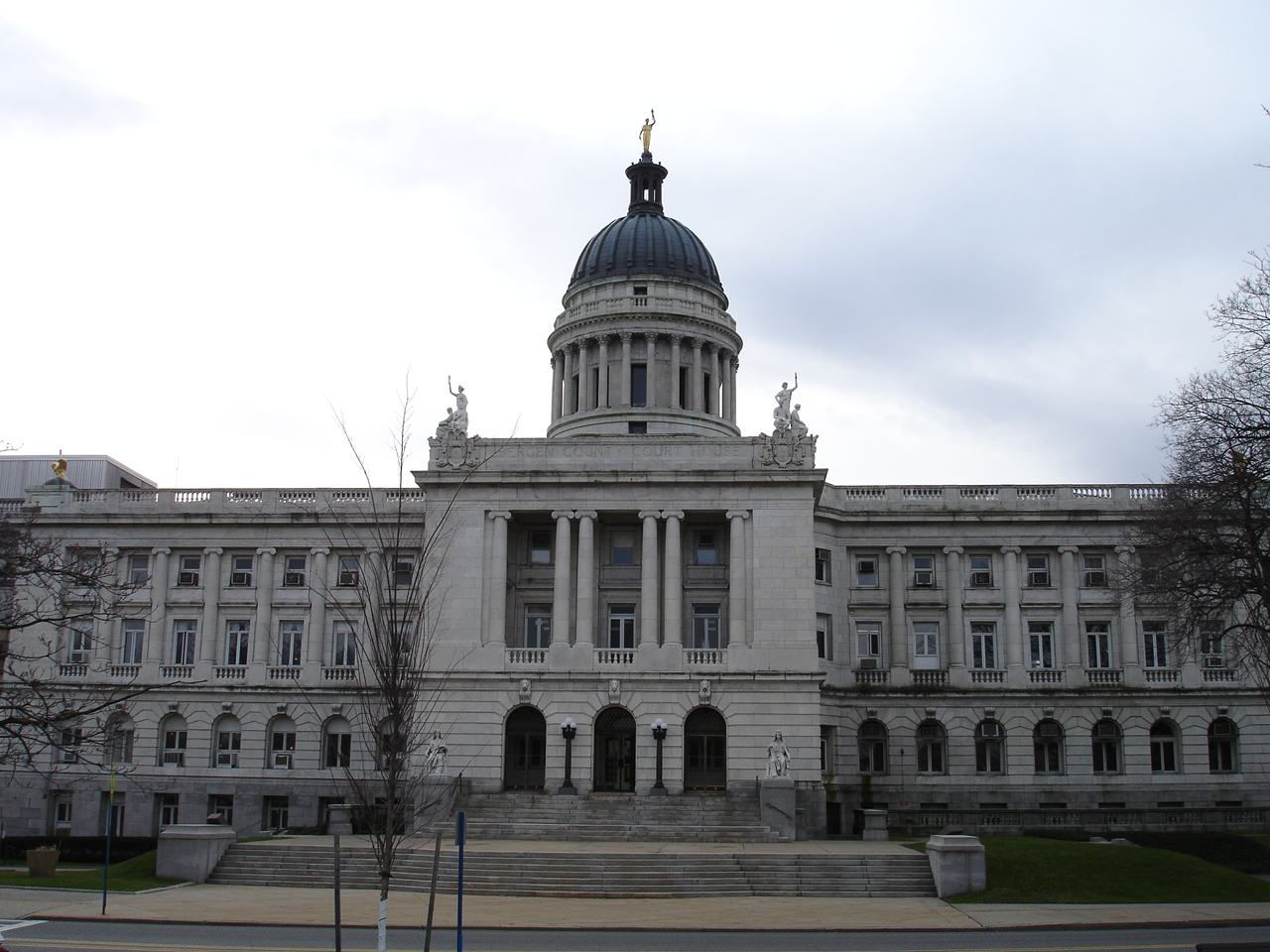
Bergen County Courthouse